# 氟柠檬酸
氟柠檬酸是一种氟化羧酸，由柠檬酸中的一个氢被氟原子取代而衍生。 衍生的阴离子称为氟柠檬酸根。 氟柠檬酸盐由氟乙酸盐分两步形成。 氟乙酸首先被线粒体中的乙酰辅酶A合成酶转化为氟乙酰辅酶A。 然后氟乙酰辅酶A与草酰乙酸缩合形成氟柠檬酸。 该步骤由柠檬酸合成酶催化。  氟柠檬酸是氟乙酸的代谢产物，毒性很大，因为它不能在柠檬酸循环（其中氟柠檬酸代替柠檬酸作为底物）中使用顺乌头酸酶进行加工。顺乌头酸酶被氟柠檬酸酶抑制剂抑制，三羧酸循环停止工作。

## 毒理
氟柠檬酸抑制顺乌头酸酶，进而抑制三羧酸循环，
氟柠檬酸由氟乙酸在三羧酸循环中代谢产生。

## 相关链接
- PubChem: Fluorocitrate （页面存档备份，存于）
- Human Metabolome Database (HMDB):Fluorocitric acid（页面存档备份，存于）
- The Chemical and Biochemical Properties of Fluorocitric Acid （页面存档备份，存于） Pdf